# Vizitációs rend

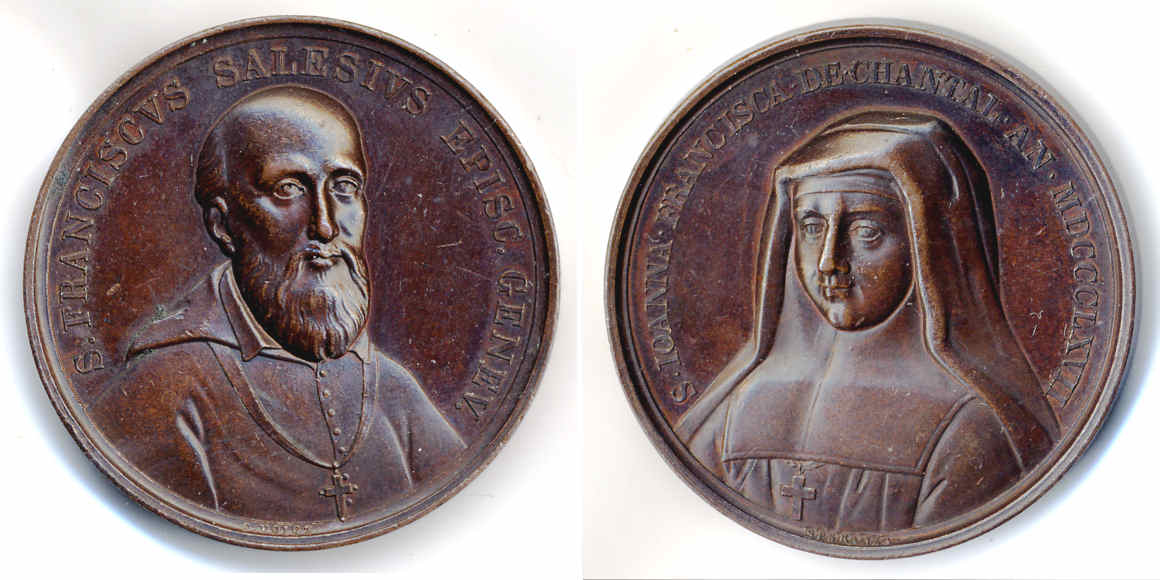
Szalézi Szent Ferenc és Chantal Szent Johanna Franciska, emlékérem, 1867.

Szűz Mária látogatásáról nevezett rend vagy vizitációs rend (Ordo Visitationis Sanctae Mariae VSM) pápai jogú női szerzetes intézmény. Szigorú klauzúrás, szemlélődő rend, külső apostoli tevékenység nélkül. A rendet Szalézi Szent Ferenc és Chantal Szent Johanna Franciska alapította 1610-ben, Annecyben. A cél eredetileg is kontemplatív rend alapítása volt, de eleinte még mellékesen kijártak a nővérek szegényekhez, betegekhez. Később az alapítók formális szerzetesrenddé alakították pápai klauzúrával, ünnepélyes fogadalommal. Ma is teljesen kontemplatív rend, és bár egyes házaiban némi apostoli munkával is foglalkoznak (a klauzúrán kívül, de bent a kolostorban), ezek az esetek ritkák.

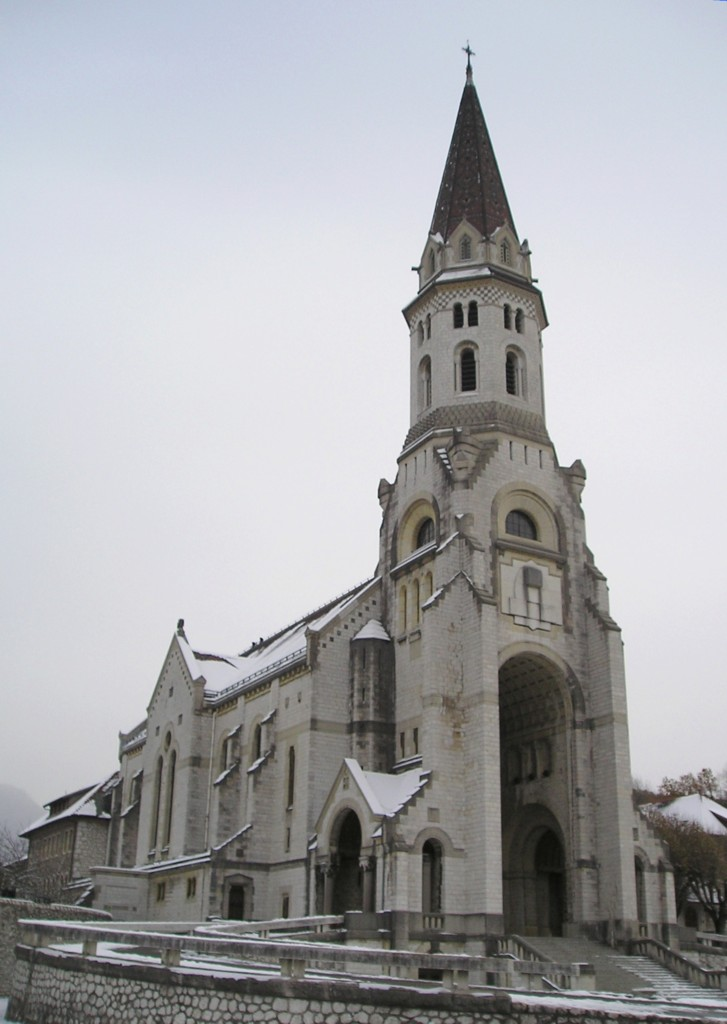
A Vizitációs rend bazilikája Annecyben, Szalézi Szent Ferenc ereklyéivel

## A rend lelkisége
A konstitúció a célkitűzést így fogalmazza meg: „Bensőséges életet élő lelkeket adni Istennek, akik az Urat lélekben és igazságban imádják”. Ezért nem a külső szigorra, hanem a belső önátadásra helyezi a hangsúlyt; a lelkiség alapvető vonásaként az alázatot és a szelídséget jelöli meg.
A közösség hivatása: kontemplatív és monasztikus rend.
1988-ban a világon 190 kolostorban 6500 vizitációs apáca élt.

## A közösség magyar központja
Magyarországon Érden nyílt meg az első kolostoruk, 1928. augusztus 26-án. Isten Szolgálója, Bogner Mária Margit nővér itt, az érdi kolostorban élt, és 28 éves korában halt meg, 1933. május 13-án. 1940-ben Polgárdiba költöztek, ahol szentélyük 1950-ig maradt fenn.
A magyar vizitációs nővérek újraindulását elsősorban a föderációhoz tartozó lengyel rend segítette.
Jelenlegi vezetőjük: Őszi Valéria M. Gertrúd főnöknő.

## Külső hivatkozások
- Visitation USA
- Visitation Annecy, France
- Visitation Dietramszell, Germany
- Visitation Oberonning, Germany
- Visitation Zangberg, Germany
- Visitation Italy
- Georgetown Visitation Preparatory School, Washington, DC
- {https://web.archive.org/web/20200211000126/http://www.thevisitationacademy.org/ / Visitation Academy of Frederick}
- Visitation Academy & Monastery, St. Louis, MO, USA